# Заньківський меморіальний музей Марії Заньковецької
Заньківськи́й меморіа́льний музе́й Марі́ї Занькове́цької — відкритий у 1964 році меморіальний музей в історичній будівлі — будинку родини Адасо́вських у с. За́ньки Ніжинського району Чернігівської області, де народилася та провела юні роки видатна українська акторка Марія Заньковецька.
Зібрання музею нараховує близько 2 тисяч музейних предметів. В експозиції представлені особисті речі Заньковецької, спогади про народну артистку. Музей має етнографічний відділ. Цікавим для відвідувачів є фрагмент інтер'єру
хати XVIII—XIX століть з типовою для регіону керамікою, дерев'яним посудом, саморобними хатніми меблями. Експозиційний розділ «Диво цвіт» презентує близько 100 різновидів різнотрав'я Ніжинщини. Діє картинна галерея.

## Історія створення

Погруддя Марії Заньковецької перед входом до музею

Відкритий 4 жовтня 1964 року. Присвячений Заньковецькій (Адасовській) Марії Костянтинівні. Тривалий період свого існування найменувався «Заньківський народний меморіальний музей Марії Заньковецької».
Ініціатива заснування належить місцевим ентузіастам Федору Андріановичу та Марії Логвинівні Кириче́нкам, які почали збирати матеріали до 100-літнього ювілею актриси (на той момент уважалось, що це — 1960 р.). Згодом до формування збірки матеріалів долучились Микола Федотович та Тетяна Гаврилівна Кости́рко.
У відкритті музею брали участь онучаті племінниці М. К. Заньковецької — Ірина Федорівна Толо́чко та Галина Федорівна Дядю́ша, Народні артисти СРСР Н. М. Ужвій, О. І. Сердюк, Д. М. Гнатюк, а також Тріо сестер Байко та інші.
Споруда, у якій перебуває музей — оригінальний будинок родини Адасовських, відновлений 1905 року після пожежі. У 1930-ті роки будівля була перенесена з обійстя Адасовських до центральної частини села, пізніше перенесена ще раз — на територію садиби місцевої школи, де й знаходиться нині.
Перед фасадом будинку 1984 року встановлено погруддя актриси роботи Ю. А. Станецького, що завершило процес формування музейного комплексу.

## Експозиція

У залах музею. Рояль — подарунок Миколи Лисенка

У залах музею зібрано колекцію оригінальних речей, як то: рояль, подарований актрисі М. В. Лисенком, деякі особисті речі артистки та її родини. Станом на 1990 рік налічувалось понад 400 оригінальних експонатів, станом на 2022 — близько 2 тисяч музейних предметів.
В експозиції представлені особисті речі Заньковецької, спогади про артистку.
В музеї є етнографічний відділ.
Експозиція музею розподілена за чотирма тематичними розділами:
- Дитячі та юнацькі роки М. К. Заньковецької;
- Сценічна діяльність;
- М. К. Заньковецька і сучасність;
- Вшанування пам'яті актриси в сьогоденні.

Поруч із музеєм збереглися старовинний ставок та липова алея.
Музей веде активну роботу по накопиченню, збереженню, вивченню та популяризації матеріалів, пов'язаних з життям та творчістю М. К. Заньковецької. Крім того, щороку до дня народження М. К. Заньковецької (4 серпня) музей готує заходи на пошанування актриси.

## Сучасний стан
2004 року в Україні було проведено комплекс заходів у рамках святкування 150-ї річниці від дня народження М. К. Заньковецької. Частина цих заходів торкнулася й батьківщини актриси. На святкуванні в Заньках були присутні як відомі діячі мистецтв: Ю. М. Мушкетик, М. Ф. Кагарлицький, так і знані політики, зокрема І. С. Плющ. Аналогічні святкування, хоча і в дещо менш помпезному варіанті, відбулися також улітку 2014 року. Серед гостей були знані політики та актори, в числі яких Народний артист України Б. М. Бенюк.
Наразі весь комплекс поєднує Заньківський меморіальний музей Марії Заньковецької та новостворений (2010 р., офіц. відкриття — 3 серпня 2014 р.) етнографічний музей у приміщенні колишньої школи.
Заньківський меморіальний музей Марії Заньковецької є одним із об'єктів, що входять до туристичної мапи Чернігівщини.
Від 20 квітня 2012 року заклад очолює Но́вак Ольга Григорівна.

## Дивитися також
- Музей имени Марии Заньковецкой (Заньки) [Архівовано 17 квітня 2016 у Wayback Machine.] на сайті wikimapia.org [Архівовано 25 серпня 2011 у WebCite]
- Меморіальний музей імені М. К. Заньковецької [Архівовано 18 травня 2015 у Wayback Machine.] на сайті ridna.ua [Архівовано 20 квітня 2015 у Wayback Machine.]
- Музей Марии Заньковецкой [Архівовано 8 квітня 2016 у Wayback Machine.] на сайті ua.igotoworld.com [Архівовано 7 травня 2015 у Wayback Machine.]
- Меморіальний музей М. К. Заньковецької [Архівовано 28 травня 2015 у Wayback Machine.] на сайті Музеї Чернігівщини [Архівовано 5 квітня 2015 у Wayback Machine.]